# Argostemma rotundicalyx
Argostemma rotundicalyx är en måreväxtart som beskrevs av Sridith. Argostemma rotundicalyx ingår i släktet Argostemma och familjen måreväxter. Inga underarter finns listade i Catalogue of Life.